# Quercus velutina
Quercus velutina (Lamarck) è una quercia originaria e diffusa nell'America settentrionale e centrale. Si trova in tutti gli stati costieri degli Stati Uniti, dal Maine al Texas, ma anche nell'entroterra fino al Michigan, Ontario, Minnesota, Nebraska, Kansas, Oklahoma e Texas orientale.